# Assedio di Milano (1037)
L'assedio di Milano fu un episodio militare del maggio 1037 che vide contrapposti i milanesi fedeli all'arcivescovo Ariberto da Intimiano e l'esercito imperiale con i suoi alleati italiani guidati dall'imperatore Corrado il Salico.

## Antefatti
Nel 1035 a Milano scoppiò una rivolta dei valvassori contro Ariberto da Intimiano, potente arcivescovo di Milano e i capitanei da lui nominati, a causa del loro strapotere sulla città. L'arcivescovo riuscì a cacciare i valvassori ribelli dalla città ma questi, coalizzatisi con gli abitanti del Seprio, della Martesana, con i lodigiani, i cremonesi e i pavesi si scontrarono con le milizie milanesi nella battaglia di Campomalo della primavera del 1036 che ebbe però esito incerto. Per risolvere la disputa entrambe le fazioni chiamarono l'imperatore Corrado il Salico in Italia. All'inizio del 1037 questi scese nella Penisola e per risolvere la questione convocò una dieta a Pavia. Qui la Motta, ovvero la lega dei valvassori, accusò l'arcivescovo che non volle difendersi dalle accuse o le respinse, rifiutando inoltre ogni tentativo di conciliazione dell'imperatore, provocando in questo modo la sua ira. Corrado fece allora imprigionare Ariberto a Piacenza ma questi, dopo due mesi di prigionia, fuggì facendo ubriacare le guardie grazie all'aiuto della badessa di San Sisto e di un monaco, tornando a Milano. L'imperatore allora decise di usare la forza contro quella città.
Nei mesi seguenti la fuga di Ariberto e precedenti l'assedio, i milanesi si dedicarono al miglioramento delle difese dei castelli attorno alla città e di Milano stessa. Uno dei luoghi interessati da tali opere fu l'arco di trionfo, che si trovava al termine della via Porticata, che fu rinforzato, coperto da un "padiglione" (verosimilmente da una tettoia, rendendolo una sorta di torre), dotato di una guarnigione e di macchine d'assedio. Le basiliche di Sant'Ambrogio e di San Lorenzo furono trasformate in fortezze, la seconda provvista di quattro torri.

## Assedio
Dopo aver catturato il castello di Landriano, Corrado si diresse verso Milano e si accampò a tre miglia dalle mura a sud della città, presso la Vettabbia. Qui fece riposare l'esercito per due giorni ma al terzo ordinò ai suoi uomini di attaccare contemporaneamente tutte le porte della città in modo da dividere le forze dei difensori e catturarla per assalto. I milanesi risposero effettuando una sortita da Porta Romana, scontrandosi con gli imperiali presso l'arco di trionfo. Secondo Landolfo Seniore i difensori posti sopra l'arco, oltre a scoccare dardi contro il nemico, utilizzavano anche grossi uncini di ferro per agganciare i soldati nemici. Nel frattempo i capitani che difendevano le torri inviarono truppe di riserva nei luoghi in cui le milizie cittadine erano in difficoltà.
Il 19 maggio, giorno dell'Ascensione, Corrado ordinò un nuovo assalto generale, inviando gli alleati italiani sul fianco sinistro e i tedeschi sul destro, ma questa volta gran parte delle milizie milanesi uscì dalle mura in una vera e propria battaglia davanti alla città. Nello scontro morirono diversi nobili tedeschi ed italiani da ambo le parti, compreso un marchese italiano di nome Guidone, portabandiera del re. Nessuna delle due parti prevalse e alla fine ciascuno si ritirò presso i propri alloggiamenti. Nei giorni seguenti si verificarono una serie di piccoli scontri tra fanterie e cavallerie rivali in cui si distinse un corpo di cento cavalieri scelti milanesi. In una di queste scaramucce si scontrarono un gruppo di milanesi e tedeschi che dopo aver spezzato le lance e incrinato le spade, iniziarono a colpirsi a mani nude. Si racconta che in questa occasione Eriprando Visconti, visconte e milite millenario, uccise Baiguerio, cavaliere bavarese noto per la sua possanza con un fendente al mento, che lo decapitò. Il suo corpo venne poi fatto a pezzi dai milanesi che ne appesero le viscere alle porte della città. Il tedesco aveva infatti giurato di digiunare fino a quando non avesse percosso le porte della città con la sua lancia. La caduta di Baiguerio determinò la fuga dei compagni rimasti in vita. Il 28 maggio, vedendo che l'assedio continuava senza ottenere risultati, Corrado diede ordine di saccheggiare ed incendiare i sobborghi della città per poi ritirarsi.

## Conseguenze
Il 28 maggio, a Cremona, Corrado emise una disposizione cui i minores, i valvassori inizialmente schierati contro Ariberto, aspiravano: con la Constitutio de feudis i valvassori ottennero l'ereditarietà e l'inalienabilità delle loro terre e dei loro titoli.
Il giorno successivo pose l'assedio al castello di Corbetta. I cronisti dell'epoca narrano che l'imperatore desistette anche da quest'impresa poiché durante le operazioni si verificarono tuoni e fulmini a ciel sereno che atterrirono a morte gli imperiali. Sigeberto afferma che il giorno di Pentecoste mentre l'imperatore stava assistendo ad una messa celebrata dal vescovo Brunone in una piccola chiesa di Corbetta proprio in concomitanza con l'eucaristia, il segretario e tre uomini del seguito videro Sant'Ambrogio che, sdegnato, minacciava l'imperatore.
Corrado, portatosi a Cremona dove era giunto lo stesso Benedetto IX insieme a molti vescovi, dichiarò Ariberto decaduto dalla sua dignità arcivescovile e al suo posto nominò Ambrogio, ordinario della diocesi di Milano. Ariberto, da parte sua, offrì la corona d'Italia ad Oddone II di Blois, Conte di Champagne. I vescovi, tuttavia, non riconobbero il nuovo arcivescovo di Milano e i milanesi, rimasti fedeli ad Ariberto, distrussero i beni del pretendenti. D'altra parte fallì anche il tentativo di Ariberto di soppiantare Corrado quale re d'Italia.